# XIII Mostra de Cinema Llatinoamericà de Lleida
La XIII Mostra de Cinema Llatinoamericà de Lleida va tenir lloc a Lleida entre el 23 i el 30 de març de 2007. Fou organitzada pel Centre Llatinoamericà de Lleida amb el suport del Patronat de Turisme de la Paeria de Lleida i la col·laboració de la Fundació "la Caixa", la Universitat de Lleida, l'Instituto de Cooperación Iberoamericana, el Ministeri d'Assumptes Socials d'Espanya, la Casa de América i l'Institut Català de Cooperació Iberoamericana. La inauguració i clausura es van celebrar al Teatre Principal de Lleida i les exhibicions a l'Espai Funatic, a la Universitat de Lleida i al Cafè del Teatre de l'Escorxador. Es va inaugurar amb el documental del grup Immigrasons Terra d'esperança, dirigit per Jordi Call, sobre la immigració catalana a Argentina i la immigració argentina a Catalunya.
Es van dedicar dues retrospectives a Ariadna Gil i a Leonardo Sbaraglia. La mostra va clausurar amb la projecció de Madrigal.

## Pel·lícules exhibides

### Selecció oficial
- La punta del diablo de Marcelo Paván [5][6]
- Abrígate de Ramón Costafreda
- Suspiros del corazón d'Enrique Gabriel
- A través de tus ojos de Rodrigo Fürth
- Chile 672 de Pablo Bardauil i Franco Verdoia
- Páginas del diario de Mauricio de Manuel Pérez Paredes
- Zuzu Angel de Sergio Rezende
- Meteoro de Diego de la Texera //
- Fuga de Pablo Larraín
- Terapias alternativas de Rodolfo Durán
- 80s, El Soundtrack de una Generación d'Eduardo Bertrán
- El niño de barro de Jorge Algora
- La escuela fusilada d'Iñaki Pinedo Otaola
- 1910: La revolución espírita d'Alejandro Fernández Solsona
- Sofacama d'Ulises Rosell

### Retrospectiva Ariadna Gil
- Los peores años de nuestra vida (1994) d'Emilio Martínez-Lázaro
- Antártida (1995) de Manuel Huerga
- Malena es un nombre de tango (1995) de Gerardo Herrero
- Nueces para el amor (2001) d'Alberto Lecchi
- El embrujo de Shangai (2002) de Fernando Trueba
- Soldados de Salamina (2002) de David Trueba

### Retrospectiva Leonardo Sbaraglia
- Caballos salvajes (1995) de Marcelo Piñeyro
- Plata quemada (2000) de Marcelo Piñeyro
- Intacto (2001) de Juan Carlos Fresnadillo
- En la ciudad sin límites (2002) d'Antonio Hernández
- Salvador (Puig Antich) (2006) de Manuel Huerga
- Concursante (2007) de Rodrigo Cortés

### Zona de culte
S'hi van exhibir set pel·lícules pornogràfiques mexicanes realitzades entre 1920 i 1940 i restaurades per la UNAM: El monje loco, El sueño de fray Vergazo, Las muchachas o El cuento de un abrigo de Mink. Algunes d'elles foren exhibides al cinema clandestí La Tarjeta, propietat del llibreter espanyol Amadeo Pérez Mendoza.

### Llatinoamèrica als ulls del món
- La nit de la iguana (1964) de John Huston
- Grup salvatge (1969) de Sam Peckinpah
- The Dancer Upstairs (2002) de John Malkovich
- Happy Together (1997) de Wong Kar-Wai
- The Three Burials of Melquiades Estrada (2005) de Tommy Lee Jones
- Fitzcarraldo (1982) de Werner Herzog

### País convidat: Xile
- Taxi para tres (2001) d'Orlando Lübbert
- Cachimba (2004) de Silvio Caiozzi
- La frontera (1991) de Ricardo Larraín
- Historias de fútbol (1997) d'Andrés Wood
- Un hombre aparte (2001) de Bettina Perut i Iván Osnovikoff

## Premis
Els premis atorgats en aquesta edició foren:
| Categoria                             | Premiat                       | Treball                                            |
| ------------------------------------- | ----------------------------- | -------------------------------------------------- |
| Premi de l'Audiència                  | Abrígate                      | Ramón Costafreda                                   |
| Millor pel·lícula                     | A través de tus ojos          | Rodrigo Fürth                                      |
| Millor opera prima                    | Chile 672                     | Pablo Bardauil i Franco Verdoia                    |
| Millor actor                          | Pepe Soriano                  | A través de tus ojos                               |
| Millor actriu                         | María Bouzas                  | Abrígate                                           |
| Menció especial                       | Lorca. El mar deja de moverse | Emilio Ruiz Barrachina                             |
| Menció especial                       | El niño que vio a Dios        | Ferran Masamunt                                    |
| Millor guió                           | Manuel Pérez Paredes          | Páginas del diario de Mauricio                     |
| Millor documental                     | Cavallo entre rejas           | Shula Erenberg, Laura Imperiale i María Inés Roqué |
| Millor curtmetratge                   | Estamos por todos lados       | Sofía Pérez Suinaga                                |
| Premi Ángel Fernández-Santos          | Cayetana Guillén Cuervo       |                                                    |
| Premi TVE                             | Abrígate                      | Ramón Costafreda                                   |
| Premi "Altres propostes" (grup Segre) | Temporada 92-93               | Alejandro Marzoa                                   |